# Reinhold Vöth
Reinhold Vöth (* 23. März 1930 in Würzburg; † 30. März 1997 in München) war ein deutscher Jurist, Politiker (CSU) und Rundfunkintendant.

## Karriere
Vöth studierte nach dem Abitur ab 1949 Rechts- und Staatswissenschaften in Würzburg. 1958 wurde er im Stimmkreis Würzburg-Stadt erstmals für die CSU in den Bayerischen Landtag gewählt, dem er bis 1972 angehörte. 1964 bis 1970 war Vöth Vorsitzender des Kulturpolitischen Ausschusses des Landtages, zwischen 1966 und 1970 stellvertretender Vorsitzender der CSU-Landtagsfraktion. 1970 wurde er Staatssekretär im Staatsministerium für Arbeit und Sozialordnung.
Parallel wurde Vöth 1960 in den Rundfunkrat des Bayerischen Rundfunks gewählt, dessen Vorsitz er ab 1966 bekleidete. 1972 wurde er BR-Intendant und blieb bis 1990 an der Spitze des Senders. In dieser Funktion war er zwischen 1980 und 1983 ARD-Vorsitzender. In seine Amtszeit als Intendant fallen die 1. Oktober 1979 eingeführte Rundschau und am 1. September 1986 der Start des regionalen Videotext-Diensts des BR unter der Bezeichnung „Bayerntext“.
Vom 19. Juni 1991 bis zu seinem Tode bekleidete Vöth das Amt des Präsidenten des Bayerischen Roten Kreuzes. In dieser Zeit gehörte er zudem dem Bayerischen Senat für die Gruppe der Wohltätigkeitsorganisationen an.
Vöth war Mitglied der katholischen Studentenverbindung K.St.V. Normannia Würzburg.
Er starb im März 1997 im Alter von 67 Jahren in München.

## Ehrungen
- 1968: Bayerischer Verdienstorden
- 1973: Verdienstkreuz am Bande der Bundesrepublik Deutschland[1]
- 1982: Verdienstkreuz 1. Klasse der Bundesrepublik Deutschland
- 1987: Großes Verdienstkreuz der Bundesrepublik Deutschland
- 1990: Großes Verdienstkreuz mit Stern der Bundesrepublik Deutschland
- Bayerische Verfassungsmedaille